# ボルガレ
ボルガレ（伊: Bolgare  ( 音声ファイル)）は、イタリア共和国ロンバルディア州ベルガモ県にある、人口約6,400人の基礎自治体（コムーネ）。

## 地理

### 位置・広がり
ベルガモ県のコムーネ。県都ベルガモから南東へ13km、州都ミラノから東北東へ52kmの距離にある。

#### 隣接コムーネ
隣接するコムーネは以下の通り。
- バニャーティカ
- カルチナーテ
- カロッビオ・デッリ・アンジェリ
- キウドゥーノ
- コスタ・ディ・メッツァーテ
- ゴルラーゴ
- パロスコ
- テルガーテ

### 地震分類

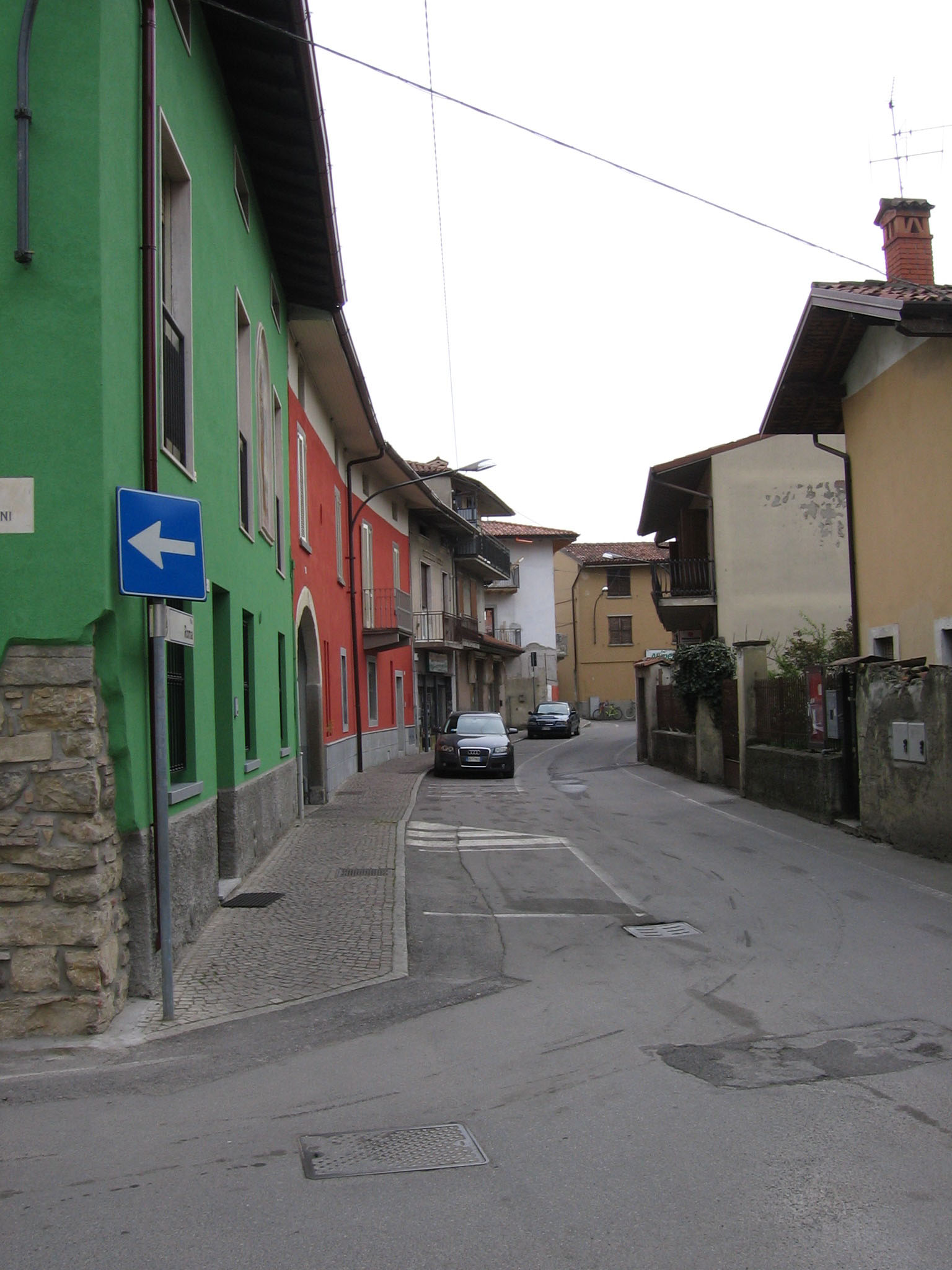

イタリアの地震リスク階級 (it) では、3 に分類される
。